# ヤマハ・YX600ラディアン
ヤマハ・YX600 Radian（ワイエックスろっぴゃく ラディアン）とは、ヤマハ発動機が日本国外輸出向けに製造していたオートバイの車種名である。製造期間は1986年から1990年までの4年間。当時の日本市場での750cc自主規制値未満の排気量ではあったが、日本国内での商品展開はされなかった。